# Coenotephria euboliaria
Coenotephria euboliaria là một loài bướm đêm trong họ Geometridae.